# Cantone di Roquebrune-sur-Argens
Il Cantone di Roquebrune-sur-Argens è una divisione amministrativa dell'Arrondissement di Draguignan.
È stato istituito a seguito della riforma dei cantoni del 2014, che è entrata in vigore con le elezioni dipartimentali del 2015.

## Composizione
Comprende i comuni di:
- Bagnols-en-Forêt
- Callian
- Fayence
- Mons
- Montauroux
- Puget-sur-Argens
- Roquebrune-sur-Argens
- Saint-Paul-en-Forêt
- Seillans
- Tanneron
- Tourrettes